# علیرضا جاویدنیا
علیرضا جاویدنیا (زادهٔ ۱۳۳۰، تهران) گویندهٔ رادیو و تلویزیون و بازیگر اهل ایران است.

## فعالیت حرفه‌ای
جاویدنیا نخستین بار در سال ۱۳۴۶ در یک برنامهٔ تلویزیونی آغاز به کار کرد؛ اما کار حرفه‌ای را در سال ۱۳۵۰ در تلویزیون شروع نمود. او سپس توسط حسن خیاط‌باشی برای برنامهٔ شبکهٔ صفر و دوخت و دوز، که یک برنامهٔ رادیویی بود، دعوت شد و در فاصلهٔ سال‌های ۱۳۵۴ تا ۱۳۵۷ با برنامهٔ شبکهٔ صفر همکاری می‌کرد. وی توسط منوچهر نوذری به احمد شیشه‌گران و سعید توکل، پایه‌گذاران برنامهٔ صبح جمعه با شما، معرفی شد و از سال‌های ۱۳۶۶–۱۳۶۷ همکاری با این برنامه را آغاز کرد، همکاری‌ای که تاکنون در قالب برنامهٔ جمعهٔ ایرانی ادامه یافته‌ است.
او در جمعهٔ ایرانی اجراکنندهٔ نقش «خان خان» است. یکی دیگر از برنامه‌های او اجرای راه شب پنجشنبه‌شب به مدت هشت سال از ۱۳۷۰ تا ۱۳۷۸ بود که با همکاری منوچهر نوذری انجام می‌شد. جاویدنیا ضرب هم می‌زند و به هنگام اجرای برنامه گاهی آواز هم می‌خوانَد. او همچنین با برنامهٔ خوشا شیراز، که روزهای جمعه از مرکز فارس پخش می‌شود، به‌عنوان مجری همکاری داشته‌ است.
در مجموعهٔ تلویزیونی خانهٔ سبز نیز در یک اپیزود بازی کرده‌ است.
او همچنین سابقهٔ بازی در فیلم سینمایی زخمی ساختهٔ کامران قدکچیان را دارد.

## فیلم‌شناسی
- زخمی
- دست نزن جیزه
- صبح جمعه با شما
- جمعهٔ ایرانی
- شبکهٔ صفر
- خارج از محدوده (مجموعه تلویزیونی)
- محاکمه (مجموعه تلویزیونی)
- خانه سبز (بازیگر مهمان)
- جدی نگیرید
- موج و صخره
- سفر بی‌خطر
- تهران ساعت ۲۰
- کارآگاه علوی ۲